# PERK
Eukaryotic translation initiation factor 2-alpha kinase 3 (EIF2AK3) és una proteïna que també es pot anomenar com a protein kinase R (PKR)-like endoplasmic reticulum kinase (PERK). És un enzim codificat pel gen EIF2AK3 humà situat al cromosoma 2 (2p11.2). Aquest enzim es troba a la membrana del reticle endoplasmàtic i participa de manera molt important en el mecanisme de resposta a proteïnes desplegades (UPR, de l'anglès, unfolded protein response).
Pertany a la família de proteïnes cinases de serina/treonina (subfamília GCN2) i tot i que està present en molts teixits cel·lulars, però és especialment actiu en teixits secretors. Cal destacar que la seva activitat, que consisteix a fosforilar la subunitat alfa del factor d'iniciació de la traducció eucariota (EIF2α), és induïda per l'estrès del reticle endoplasmàtic.
El gen EI2FAK3 té 17 exons i codifica aquesta proteïna transmembrana de 1116 aminoàcids i un pes molecular de 125,216 Da. El domini luminal és el que detecta pertorbacions en el plegament de les proteïnes del reticle endoplasmàtic, probablement gràcies a la seva interacció amb HSPA5/BIP.

## Interacció
PERK, en cèl·lules en repòs, forma dímers amb HSPA5/BIP, però en cèl·lules en estrès oligomeritza, és a dir, una alteració en el plegament de la proteïna en el reticle endoplasmàtic (RE) causa que HSPA5/BIP es dissociïn reversiblement de PERK. Això causa que el domini N-terminal de PERK situat al lumen del RE oligomeritzi, provocant la transautofosforilació del domini quinasa C-terminal situat al citoplasma en diversos residus (inclòs Thr-982 que es troba al bucle d'activació de la quinasa). Per tant, l'estrès del RE promou l'activació del domini quinasa de PERK.
A més a més, també interacciona amb DNAJC3 i MFN2 per similitud, amb TMEM33, PDIA6 i amb LACC1.

## Funcions

### Resposta a l'estrès del reticle
PERK és una proteïna quinasa que té un paper fonamental davant de la resposta d'estrès del reticle endoplasmàtic (UPR), hi intervé juntament amb ATF6 i IRE1. Quan hi ha estrès del reticle s’inicia la resposta UPR que té com a objectius disminuir la síntesi de proteïnes, augmentar la quantitat de reticle endoplasmàtic i augmentar la capacitat de degradació de proteïnes mal plegades, d'aquesta manera ajuda al reticle en situació d'estrès evitant la sobrecàrrega.

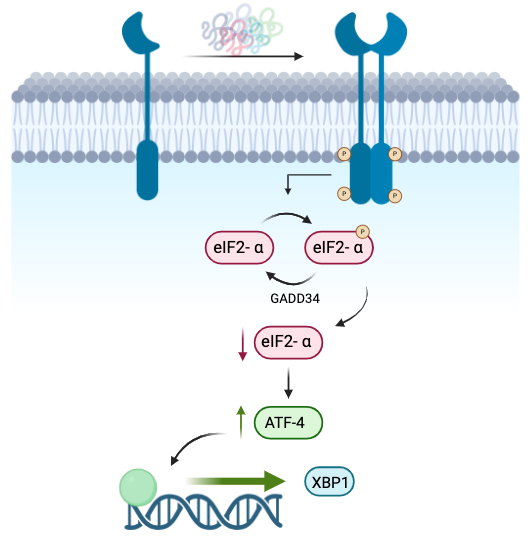
PERK en resposta a l'estrès del reticle

PERK, en condicions normals, es troba inactiva, tapada per BiP una xaperona que es troba al lumen del RE. En absència de BiP, PERK sol dimeritzar i, quan ho fa, s’activa l’activitat quinasa citosòlica que reconeix EIF2alfa. EIF2alfa és un dels punts de control per a la síntesi de proteïnes en cèl·lules eucariotes, quan hi ha una disminució en el consum d’aminoàcids (acumulació de proteïnes), EIF2alfa es fosforila i forma un complex que impedeix la unió del Met-tRNA a la subunitat 40S del ribosoma de manera que s’inhibeix la traducció i impedeix la síntesi de proteïnes. Per tant, sota una situació d'estrès de reticle, PERK fosforil·la EIF2alfa de manera que s’inhibeix la síntesi proteica de manera global i s’aconsegueix que entri menor quantitat de proteïna al reticle. A més, la fosforilació de EIF2alfa dona lloc a l’augment de traducció d’alguns mRNA, com ATF4, que activarà transcripció de XB1, entre d'altres xaperones-UPR. Una activació sostinguda de ATF4 acaba induint la transcripció del gen CHOP que activa altres gens com ara GADD34. A la llarga, si aquests gens estan molt activats, s’indueix l’apoptosi.
Per tant, PERK actua quan hi ha estrès del reticle sobre vies traduccionals, en la fosforilació de EIF2alfa, i en vies transcripcionals, promovent la transcripció de gens determinats.

### Processament de la insulina
Diversos estudis utilitzant cèl·lules in vitro i in vivo han demostrat que nivells baixos de PERK en les cèl·lules beta pancreàtiques les fa més sensibles a l'apoptosi induïda pel reticle. Això és degut al fet que les cèl·lules beta pancreàtiques estan constantment produint proteïnes fet que fa que hagin de tenir més quantitat de PERK al reticle en ser més susceptibles a partir estrès.
PERK intervé en el processament de la insulina controlant les concentracions de xaperones del reticle endoplasmàtic incloent BiP i ERp72. Una davallada en els nivells de PERK comporta la pujada dels nivells de mRNA de xaperones del reticle com ara BiP o ERp72. Si aquestes xaperones es troben sobreexpressades es produeix l’agregació de proinsulina al reticle i l'apoptosi de les cèl·lules beta pancreàtiques comportant alteracions en el metabolisme de la insulina.

### Promou la immunosupressió
PERK actua en la resposta inflamatòria promovent la immunosupressió a través d'una reprogramació metabòlica dels macròfags que afavoreix el fenotip M2, és a dir, el fenotip immunosupressor.

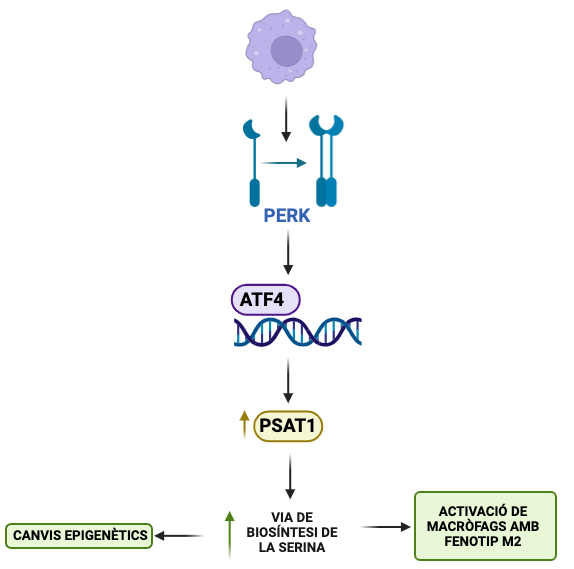
Activació dels macròfags M2

La resposta UPR està comunament associada al manteniment de la proteostasi però s'ha comprovat que l'activació d'aquesta via està associada al desenvolupament i funció de les cèl·lules immunitàries.
La pèrdua de la senyalització de PERK impedeix la respiració mitocondrial i l'oxidació lipídica crítica en macròfags M2; per tant, la presència de PERK afavoreix aquest fenotip. Això significa que l'estrès de reticle augmenta l'expressió de fenotips immunosupressors en cèl·lules immunitàries. A més de promoure aquest fenotip immunosupressor, també provoca una reactivació de l'activitat anti-tumoral.
Tot i això, PERK no és l'únic factor que contribueix a l'activació dels macròfags M2 sinó que actua conjuntament amb l'activació de la biosíntesi de serina mediada pel gen PSAT1. Per tant, la modificació epigenètica que afavoreix el fenotip immunosupressor d'aquests macròfags ve mediada per una via que s'anomena PERK-ATF4-PSAT1.

### Biosíntesi de la serina
PERK és capaç d'induir la biosíntesi de la serina a través d'ATF4. Això és perquè la serina és capaç d'aportar unitats d'un sol carboni utilitzades durant la biosíntesi de novo de nucleòtids, la expansió de cèl·lules T i les cèl·lules tumorals. A més, la disponibilitat de serina és essencial per mantenir la funció i homeòstasi mitocondrials, ja que els lípids que deriven d'aquest aminoàcid son molt importants per mantenir el metabolisme dels mitocondris i la seva privació comporta la desfragmentació i altera el metabolisme dels àcids grassos.
Per tant, com l'activació de PERK comporta una reactivació de l'ambient tumoral i les cèl·lules necessitaran proliferar, hi haurà un augment en aquests processos on haurà d'intervenir la serina i, per aquest motiu, es veurà augmentada la seva biosíntesi.

### Control de l'homeòstasi òssia
Hi ha estudis que proven el paper de PERK a l'hora de controlar l'homeòstasi òssia a través de la regulació de la diferenciació i funció dels osteoclasts. En aquests estudis s'ha vist que la via de PERK es troba activada durant la diferenciació dels osteoclasts, el que significa que la via de PERK en UPR pot tenir un paper important en la osteoclastogènesi. A més a més, s'ha observat que la inhibició de PERK suprimeix la diferenciació d'aquests osteoclasts.
L'estrès oxidatiu pot tenir un paper clau com a activador de l'estrès del reticle durant l'osteoclastogènesi, i PERK és una molècula fonamental en aquesta transducció de senyal. En aquesta situació d'estrès oxidatiu, PERK indueix l'autofàgia per promoure la diferenciació dels osteoclasts.

### Regulació de la neurodegeneració
Hi ha estudis que demostren certa relació entre el paper de PERK a la via UPR i la neurodegeneració. El mal funcionament de la resposta a proteïnes mal plegades s'ha relacionat amb moltes malalties humanes i, més concretament, amb el mal funcionament de la via PERK. Aquesta connexió sembla ser tant preventiva com perjudicial. La via PERK pretén reduir l'estrès del reticle endoplasmàtic aturant la síntesi de proteïnes i les funcions metabòliques de les cèl·lules per donar temps a alleujar l'estrès causat per proteïnes mal plegades. Tanmateix, donats períodes perllongats d'estrès cel·lular, eIF2α roman fosforilat, i impedeix la traducció de l'ARNm i la síntesi de proteïnes durant períodes llargs de temps. Les cèl·lules en aquestes condicions no estan sotmeses als processos metabòlics necessaris per regular l'homeòstasi, fet que pot provocar la pèrdua de funció o la mort cel·lular. Quan les cèl·lules neuronals pateixen un estrès del reticle de forma perllongada pot acabar donant lloc a la neurodegeneració.

## Malalties associades
Degut a la participació de PERK en diferents vies metabòliques la seva deficiència o sobreexpressió pot comportar canvis en la regulació d'aquestes vies i, per tant, comportar l'aparició de malalties.

### Disminució dels nivells de PERK
Totes aquelles mutacions que comporten una pèrdua de funció de PERK provoquen l’aparició de diabetis neonatal permanent degut a una agregació greu de proinsulina al reticle endoplasmàtic provocada per la sobreexpressió de xaperones.

### Mutacions al gen (EIF2AK3)
Principalment la mutació en el gen que codifica el factor PERK causa la síndrome de Wolcott-Rallison. Aquesta malaltia està caracteritzada per diabetis mellitus neonatal permanent amb displàsia epifisària múltiple i altres manifestacions clíniques, inclosos episodis recurrents de insuficiència hepàtica aguda. A més, hi pot haver afectacions al fetge a nivell molecular.

## Inhibidors de PERK
PERK és un component essencial de la UPR; ajuda a l'homeòstasi de la cèl·lula davant l'estrès del RE per acumulació de proteïnes mal plegades. Tot i això, la sobreactivació prolongada d’aquesta via s’associa amb malalties neurodegeneratives i alguns tipus de càncer ja que promou la supervivència de les cèl·lules canceroses i, per tant, la proliferació tumoral. Per aquesta raó s’han estudiat diversos inhibidors de PERK que inhibeixen l’expressió d'aquesta proteïna quinasa. Els diversos inhibidors són GSK2606414, ISRIB i GSK2656157
GSK2606414 és el primer inhibidor selectiu descobert de l’enzim PERK. És una molècula dirigida a la zona d’unió d’ATP de la proteïna cinasa en la seva fórmula inactiva DFG evitant la seva fosforilació. És de biodisponibilitat oral i penetració a la barrera hematoencefàlica. En un estudi fet amb ratolins va resultar que el tractament realitzat amb GSK2606414 era neuroprotector en aquests ratolins contra el dany causat per prions, i va impedir el desenvolupament de dèficits cognitius i altres manifestacions clíniques de la malaltia priònica.
ISRIB (inhibidor integrat de la resposta a l’estrès) és un fàrmac experimental que reverteix els efectes de la fosforilació de eIF2α i, conseqüentment, inhibeix la formació de grànuls d'estrès. És un fàrmac que travessa la barrera hematoencefàlica fàcilment. A més, proves realitzades al 2017 indiquen que el fàrmac experimental millora la capacitat dels ratolins amb lesions cerebrals per aprendre i formar records en proves de memòria.
GSK2656157 és un altre fàrmac inhibidor de PERK seleccionat recentment pel seu desenvolupament preclínic.